# Chlorid molybdenový
Chlorid molybdenový je anorganická sloučenina s chemickým vzorcem MoCl6.

## Příprava
Chlorid molybdenový lze připravit reakcí fluoridu molybdenového s nadbytkem chloridu boritého:
MoF6 + 3 BCl3 → MoCl6 + 3 BF2Cl
Lze jej také připravit reakcí fluoridu molybdenového s chloridem bismutitým.

## Vlastnosti
Chlorid molybdenový je černá diamagnetická pevná látka. Molekula MoCl6 má oktaedrickou strukturu, jako v β-chloridu wolframovém. α-chlorid molybdenový krystalizuje v trigonální soustavě s prostorovou grupou P3m1 (číslo 164) a parametry mřížky a = 1034,1 pm, c = 554,0 pm. β-chlorid molybdenový krystalizuje v hexagonální soustavě s prostorovou grupou P63/mcm (číslo 193) a parametry mřížky a = 596,4 pm, c = 553,9 pm.
Chlorid molybdenový se pomalu rozkládá při pokojové teplotě a při teplotě nad 100 °C se rozkládá rychle:
2 MoCl6 → [MoCl5]2 + Cl2